# Laufey (mitologia)
Laufey (ou Nál) é um
personagem na Mitologia nórdica, uma Jotun e mãe do deus Loki. Laufey é mencionada muitas vezes na Edda em prosa, escrita por Snorri Sturluson no século XIII. É primeiramente mencionada em Gylfaginning, quando Hár fala sobre Loki. 
Nál significa "agulha", segundo o Sörla þáttr, tendo esse nome por ser "magra e fraca". Laufey tem um significado menos claro, mas é geralmente tido como "cheio de folhas".